# 紀元前230年
紀元前230年（きげんぜんにひゃくさんじゅうねん）は、ローマ暦の年である。

## 他の紀年法
- 干支 : 辛未
- 日本
  - 皇紀431年
  - 孝霊天皇61年
- 中国
  - 秦 - 始皇17年
  - 楚 - 幽王8年
  - 斉 - 斉王建35年
  - 燕 - 燕王喜25年
  - 趙 - 幽繆王6年
  - 魏 - 景湣王13年
  - 韓 - 韓王安9年
- 朝鮮 :
- ベトナム :
- 仏滅紀元 : 317年
- ユダヤ暦 :

## できごと

### アナトリア
- アッタロス1世が慣習の貢ぎ物を贈るのを拒否したため、ペルガモン王国の都市がガラティア（アナトリア中央部に住み込んだケルト人）によって攻撃された。アッタロス1世は都市壁の外の戦いで敵を破って王の座を守り、Soterという名前を得た。

### ギリシア
- イリュリアの王アグロン（英語版）が死去した。アグロンと最初の妻トリテウタ（英語版）の間の子ピネス（英語版）が公式には父の後を継いで王になったが、実質的には後妻のテウタによって実権が握られていた。彼女はギリシア人をイリュリアの沿岸から追い出し、イオニア海にイリュリアの海賊を送ってローマの船を襲わせた。彼女はギリシア西岸の都市を攻撃するという夫の政策を引き継ぎ、アドリア海やイオニア海で大規模な海賊行為を行った。

### 共和政ローマ
- ローマの商人がイリュリアの海賊に殺されたため、ローマからイリュリアへ使節が送られた。ローマの大使ルキウス・コルンカニウスとイッサ族の大使Cleemporusが海でイリュリアの兵士に殺されると、ローマ軍はケルキラ島を占拠した。

### エジプト
- プトレマイオス3世がホルス神殿を建設した。

### 中国
- 秦の内史騰が韓を攻撃し、韓王安を捕らえて、その地を併呑した。潁川郡が置かれた。
- 趙で大飢饉があった。

### インド
- クベーラ王がアーンドラ・プラデーシュ州ゲントゥールのバッティプロールを支配した。

## 死去
- アド・ハーバル - カルタゴの軍人
- アリスタルコス - ギリシアの天文学者、数学者（* 紀元前310年）
- 元君 - 衛の君主
- 華陽太后 - 秦の孝文王の后、荘襄王の義母